# Vilniusghettoen
Vilniusghettoen, Vilnius Ghetto eller Wilno Ghetto (hebraisk: גטו וילנה (tr. Vilna Ghetto), polsk: Getto w Wilnie, litauisk: Vilniaus getas) var en jødisk ghetto under 2. verdenskrig oprettet og drevet af Nazityskland i Vilnius i det nazi-administrerede område Reichskommissariat Ostland. I de omkring to år ghettoen eksisterede reducerede sult, sygdom, nedskydning på gaderne, mishandling og deportationer til koncentrationslejre og udryddelseslejre befolkningen i ghettoen fra anslået 40.000 til nul. Kun få hundrede mennesker formåede at overleve, for det meste ved at skjule i skovene omkring byen, slutte til de sovjetiske partisaner, eller finde husly hos litauiske eller polske vilnere.

## Baggrund
I mellemkrigstiden havde Vilnius-området et flertal af polske og jødiske indbyggere. Før Holocaust var den jødiske befolkning i Vilnius sandsynligvis mere end 60.000, inklusiv flygtninge fra det tysk-besatte Polen, og fratrukket det lille antal, der var flygtet videre til Sovjetunionen. Byen var kendt som "Yerushalayim d'Lita" (dansk: ~ Litauens Jerusalem) på grund af det meget aktive jiddishe kulturliv. Efter indledningen af det nazistisk angreb på Sovjetunionen, Operation Barbarossa, i juni 1941, indtog tyske tropper Vilnius den 26. juni 1941 efterfulgt af enheder af dødspatruljen Einsatzgruppe A. Kidnapning og massemord af jøder i byen påbegyndtes af de fremrykkende tyske styrker før ghettoen var oprettet. I løbet af sommeren frem til 6. september 1941, myrdede tyske tropper og litauiske kollaboratører (jiddisch: hapunes) mere end 21.000 jøder i Vilnius i et masseudryddelse program.

## Etableringen af ghettoen
Vilnius havde aldrig haft en egentlig jødisk ghetto, bortset fra nogle meget begrænsede bosætnings- og rejserestriktioner i middelalderen. Gebietskommissar for Vilnius, Hans Christian Hingst, og Vilnius litauiske borgmester, Karolis Dabulevičius (1941 - 1944), besluttede at placere den jødiske ghetto for Vilnius' rige jøder i slumboligerne i Vilnius gamle bydel, der havde mange fattige jødiske beboere. For at få et påskud for at rydde boligerne, gennemførtes en naziiscenesat provokation den 31. august 1941. På ordre fra SS Einsatzgruppe 9 brød to civilklædte litauiske nazikollaboratører ind i et jødisk hjem på hjørnet af gaderne Stikliu og Didžioji og affyrede skud fra et vindue mod tyske soldater på gaden. Umiddelbart efter blev to jøder beskyldt for attentatet og skudt ned af tyske soldater. Samme dag ransagedes Stikliu gatve og Mėsinių gatve af den litauiske milits og jøder blev tæsket. Om natten og næste dag blev jødiske mænd, kvinder og børn i nabolaget drevet ud af deres lejligheder, tilbageholdt i Lukiškės fængslet, og efterfølgende bragt til Paneriai, hvor mellem 5.000 og 10.000 blev myrdet fra den 1. september til den 3. september, herunder ti medlemmer af Judenrat.
Den 6. september og 7. september 1941 drev nazisterne de resterende 20.000 jøder, konvertiter, "halv-jøder" og ægtefæller til jøder, i Vilnius til ghettoen. Marchen til ghettoen gik hurtigt, ingen måtte medbringe mere end de kunne bære. Under aktionen dræbtes 3.700. Ghettoområdet var delt i to, den store og den lille ghetto, med Vokieciu gatve imellem. Opdelingen gjorde det nemmere for nazisterne at kontrollere jøderne, og sikre at de internerede ikke kendte planerne om Endlösung der Judenfrage. Jøderne i Vilniusghettoen blev udnyttet som slavearbejdere og levede i den overbefolkede ghetto under ekstremt fattige og uhygiejniske forhold med sygdomme og daglige dødsfald.

## Sundhedsenheden
Ved indgangen til ghettoen, havde tyskerne opsat et skilt med teksten: "Achtung! Seuchengefahr" (dansk: ~ OBS! Smittefare).
Imidlertid var det jødiske Vilnius kendt for sin fornemme medicinske tradition, som de internerede i ghettoen til en vis grad formåede at fastholde. Ganske vist steg dødeligheden i ghettoen sammenlignet med førkrigs-demografien, men hovedsageligt på grund af de interneredes "Ghettoens sunhedsenhed", havde Vilniusghetto ingen større epidemier trods fejlernæring, kulde og overbefolkning. Ifølge Dr. Lazar Epstein, leder af epidemiologiskafdeling i Ghettoens sunhedsenhed, kunne de internerede, overladt til deres egen organisering, have levet meget længe, i hvert fald til slutningen af krigen på trods af de mange afsavn.

## Kulturlivet
Vilniusghettoen blev kaldt "Gettoernes Yerushalayim" (dansk: ~ Gettoernes Jerusalem), fordi gettoen var kendt for det intellektuelle og kulturelle liv. I centrum for kulturlivet stod Mefitze Haskole bibliotek, som blev kaldt "Kulturhus". Det indeholdt et bibliotek med 45.000 bind, læsesal, arkiv, statistisk kontor, plads til videnskabeligt arbejde, museum, boghandel, posthus og sportsplads. Grupper som Den Litterære og Kunstneriske Union og Brit Ivrit unionen organiserede mindehøjtideligheder for jiddische og hebraiske forfattere og satte skuespil op på disse sprog. Det populære jiddische magasin Folksgezunt blev videreført i ghettoen og dets artikler blev præsenteret ved offentlige foredrag. Yitskhok Rudashevski (1927-1943), en ung teenager, der skrev dagbog om sit liv i ghettoen i 1941-1943, nævner en række af disse begivenheder, og hans deltagelse i dem. Han blev myrdet under likvideringer i 1943 sandsynligvis i Paneriai. Hans dagbog blev opdaget i 1944 af hans fætter.
Vilniusghettoen var kendt for sine teaterproduktioner. Jacob Gens, lederen af det jødiske ghettopoliti og ghettoen, fik ansvaret for igangsætning af teatret. Forestillingerne inkluderede digte af jødiske forfattere, dramatiseringer af noveller, og et nyt teaterstykke af den unge internerede i ghettoen.
Ghettoteatret var en stor indtægtskilde og havde en beroligende virkning på offentligheden. I alt 111 forestillinger blev opført frem til 10. januar 1943 og i alt 34.804 billetter blev solgt. Teatret blev renoveret til at rumme et større publikum og skabe en flottere forestillinger. Teatret tillod den ikke-ariske race at fremvise sin styrke gennem skuespil og sange,. For eksempel hed en af sangene, der blev sunget, "Endurance" (dansk: udholdenhed).
Den sidste teatralske produktion, Der mabl(dansk: oversvømmelsen), blev produceret af den svenske dramatiker Henning Berger og åbnede i sommeren 1943 i den sidste uge af ghettoens eksistens. Dette teaterstykket, der foregår i en amerikansk saloon under en oversvømmelse, afbilleder en gruppe af mennesker, der sluttet sig sammen i en tid med fare.
Joseph Sobol teaterstykke Ghetto beretter om de sidste dage af Vilniusghettoens teatertrup.

## Modstandsbevægelsen
Modstandsorganisationen i Vilniusghettoen, Fareinigte Partizaner Organizacje (dansk: Forenede Partisan Organisation), blev dannet den 21. januar 1942. Organisationen havde mottoet "Vi vil ikke gå som får til slagtebænken", en sætning genoplivet af Abba Kovner. Dette var en af de første modstandsorganisationer i de nazistiske ghettoer under 2. verdenskrig. I modsætning til andre ghettoer, var modstandsbevægelsen i Vilniusghetto ikke under ledelse af Judenrat. Jacob Gens, oprindeligt politichef, var udnævnt til leder af ghettoen af nazisterne og samarbejdede angiveligt med tyske embedsmænd for at stoppe den væbnede kamp. FPO var en tværpolitisk organisation. Organisationens ledere var Yitzhak Wittenberg, Josef Glazman og Abba Kovner. Målene for FPO var at oprette et selvforsvar for de internerede i ghettoen, at sabotere tyske industrielle og militære aktiviteter samt at deltage i partisanernes og den røde hærs kamp mod nazisterne. Digteren Hirsh Glick, en interneret i ghettoen, der døde efter at være blevet deporteret til Estland, skrev teksten til den berømte Partisan Hymne, "Zog nit keynmol, az du geyst them letstn veg".
I begyndelsen af 1943 fangede tyskerne et medlem af den kommunistiske undergrundbevægelse, der under totur afslørede nogle kontakter. Samtidigt forsøgte Judenrat, under tyske trusler, at udlevere Yitzhak Wittenberg, lederen af FPO, til Gestapo. Det lykkedes FPO at redde ham i kamp mod det jødiske ghettopoliti, efter at han var blevet tilbageholdt i sin lejligheden af Jacob Gens. Gens vendte lederne af det arbejdsbrigaderne og de internerede mod FPO, idet han hævdede at de provokerede nazisterne og spurgte retorisk, om det var værd at ofre titusinder af hensyn til én mand. De ghettointernerede forlangte at FPO overleverede Wittenberg. Til sidst traf Wittenberg beslutningen om at overgive sig. Han blev taget til Gestapos hovedkvarter i Vilnius, og blev efter sigende fundet død i sin celle næste morgen. De fleste mennesker troede, at han havde begået selvmord. Rygtet siger, at Gens i smug havde rakt ham en cyanid pille ved deres sidste møde.
FPO var grundigt demoraliseret af den kæde af begivenheder og begyndte at sende unge mennesker ud i skoven for at slutte sig til de jødiske partisaner. Det var kontroversielt, fordi nazisterne forsøgte at dræbe familiemedlemmer til folk, der havde sluttet sig til partisanerne. I Vilniushettoen omfattede "familie" ofte folk, der var registreret som medlem af familien for at få en bolig og en ynkelig madration.
Da nazisterne kom for at likvidere ghettoen i 1943, gik medlemmerne af FPO i alarmberedskab. Gens overtog kontrollen af likvidationen for at holde de nazistiske styrker væk fra et partisanbaghold, og hjalp med at fylde kvoten af jøder blandt andet med de unge, der kunne kæmpe, men ikke var en del af modstandsbevægelsen. FPO flygtede til skoven og kæmpede sammen med partisanerne.

## Likvidationen af ghettoen
Ved udgangen af oktober 1941 havde nazisterne myrdet alle de internerede i de lille ghetto. Fra dette tidspunkt skulle kun 12.000 jøder forblive i den store ghetto for at opfylde de tyske militære og økonomiske behov. I virkeligheden var der 20.000. Tyskerne udførte systematiske Aktionen eller massive myrderier, for at reducere antallet af syge og ældre og for at opfylde kvoterne for det samlede antal af internerede. Disse "Aktioner" blev gennemført regelmæssigt fra oprettelsen af ghettoen indtil januar 1942. Perioden fra januar 1942 til marts 1943 blev opfattet som stabilisering af ghettoen, da de tyske myrderier i ghettoen faldt. Fra 6. august til 5. september 1943 blev der imidlertid deporteret 7.130 jøder til Estland efter ordre af Heinrich Himmler. Under overvågning af Oberscharführer Bruno Kittel blev ghettoen "likvideret" mellem den 23. og 24. september 1943 og størstedelen af den jødiske internerede blev enten sendt til Vaivara koncentrationslejr i Estland, dræbt i skoven ved Paneriai eller sendt til udryddelseslejrene i det tysk-besatte Polen.
En lille rest af jøder blev tilbage efter afviklingen af Vilniusghettoen, primært i Kailis slavearbejdeslejr og i HKP slavearbejdeslejren. HKP lejren (kort for Heereskraftpark, et værksted der var involveret i reparation tyske militærekøretøjer) blev ledet af Wehrmacht Major Karl Plagge, der med hjælp fra nogle af sine mænd, formåede at beskytte mange af de jødiske tvangsarbejdere fra SS-myrderierne. To hundrede og halvtreds jøder fra HKP overlevede krigen. De var den største gruppe jødiske overlevende i Vilnius.